# Duomo di Worms
Il duomo di San Pietro (in tedesco: Dom Sankt Peter) è la chiesa principale della città di Worms, in Germania, già cattedrale della soppressa diocesi di Worms. 
Nel 1923 è stato insignito del titolo di basilica minore.
Questo imponente edificio tardo-romanico, insieme al duomo di Magonza, ripete abbastanza fedelmente lo schema architettonico della cattedrale di Spira: pianta basilicale, tre navate con campate scandite con sistema obbligato.

## Storia

### Costruzione
La costruzione che oggi ammiriamo fu iniziata nel 1125. Il cleristorio è del 1160. Alla consacrazione del 1181 anche il coro occidentale era completato. Il rinnovato interesse per il Romanico che si ebbe nel XIX secolo portò, non solo per Worms ma anche per Spira e Magonza, a vari cicli di restauro, tra cui, per Worms, la totale demolizione e ricostruzione del coro occidentale, pericolante. I lavori terminarono nel 1933, e nel bombardamento del 1945 la volta resse. I restauri postbellici sono terminati nel 2002. Le torri circolari sono del periodo di Burchard.

### Medioevo

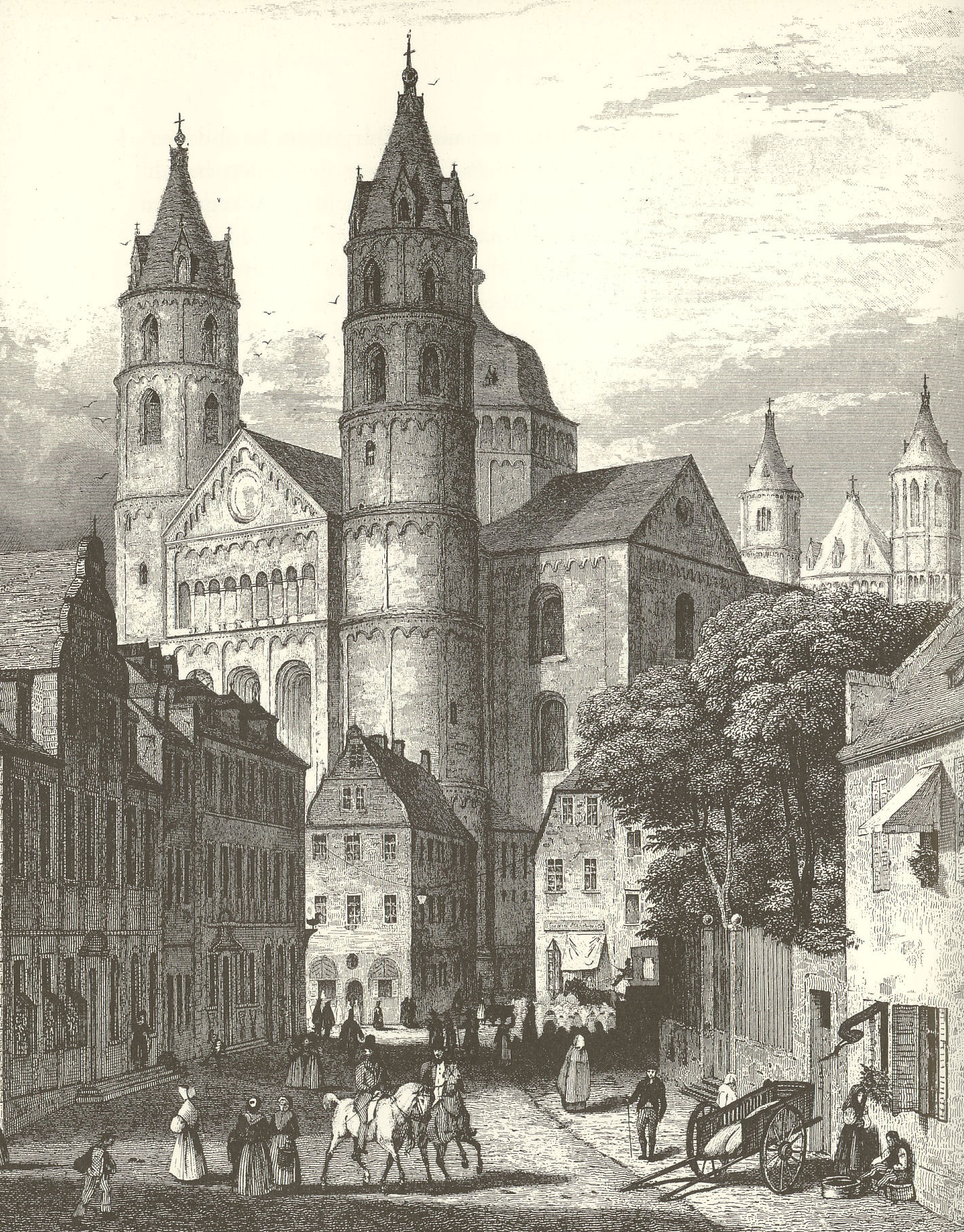
La cattedrale in un'incisione del 1823 di Ludwig Lange.

La città e la sua cattedrale furono sede di importanti eventi, tra cui il Concordato di Worms nel 1122 che pose fine alla lotta per le investiture. Federico Barbarossa (1152-90) favorì in modo particolare la chiesa. Nel 1156 sua moglie Beatrice di Burgundia fu incoronata regina nella cattedrale e gli sposi donarono alla chiesa un'importante reliquia di san Nicola. Nel 1184 il Barbarossa concesse il privilegio di città libera a Worms. Nel 1235 vi si sposò Isabella d'Inghilterra.

### Guerra della Grande Alleanza
L'importanza della diocesi e della cattedrale di Worms deriva dalla Dieta di Worms del 1521. Poco dopo la dieta, alcune congregazioni di Worms si convertirono al luteranesimo. Nel 1556 tutte le parrocchie del Palatinato seguirono l'esempio.
Durante la Guerra dei Trent'anni, le truppe svedesi possedettero la città tra il 1632 e il 1635 e la cattedrale fu utilizzata per le funzioni protestanti.
Il destino della città fu segnato il 31 maggio 1689 (Guerra della Grande Alleanza) quando le truppe di Luigi XIV la distrussero e, dopo un primo tentennamento, incendiarono anche la cattedrale. Per fortuna le bombe poste all'interno non esplosero, tranne due che fecero crollare parte del tetto. La ricostruzione iniziò subito, nel 1694, ma nel 1732 la cattedrale assunse un aspetto barocco, che fu demolito durante la rivoluzione francese.

### Rivoluzione francese
Nel 1803 la diocesi fu sciolta. Nel 1806 la chiesa di San Giovanni, a pianta centrale, annessa, fu demolita. I resti più antichi di una chiesa risalgono al periodo merovingio (VII secolo). Notizie precise si hanno in riferimento alla costruzione del vescovo Burchard e cioè 1000-1025, di cui restano importanti elementi costruttivi, come le torri scalarie. Questa chiesa svolse la sua funzione per oltre un secolo prima di essere sostituita dalla costruzione del periodo Staufer.

## Descrizione

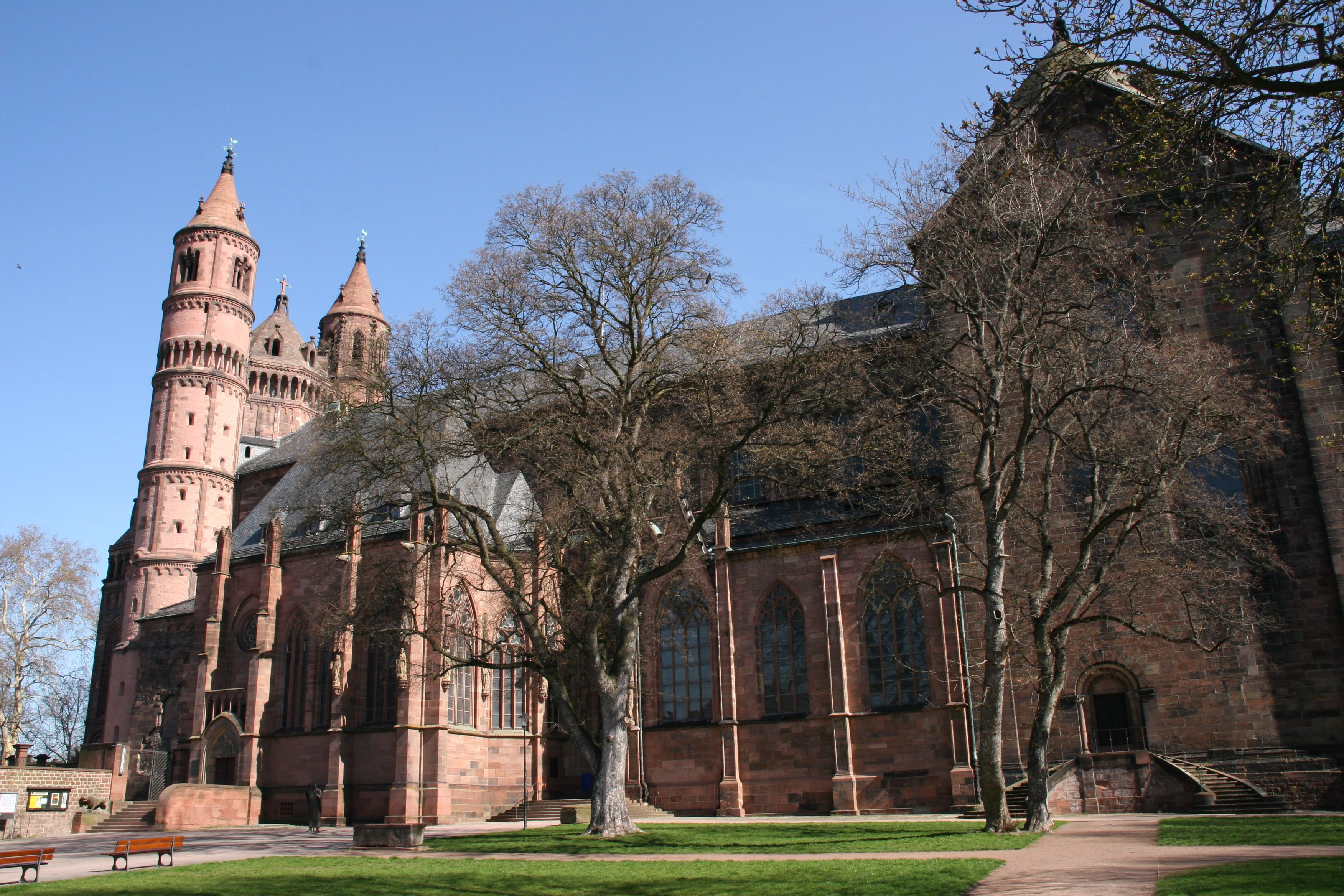
Veduta dell'esterno.

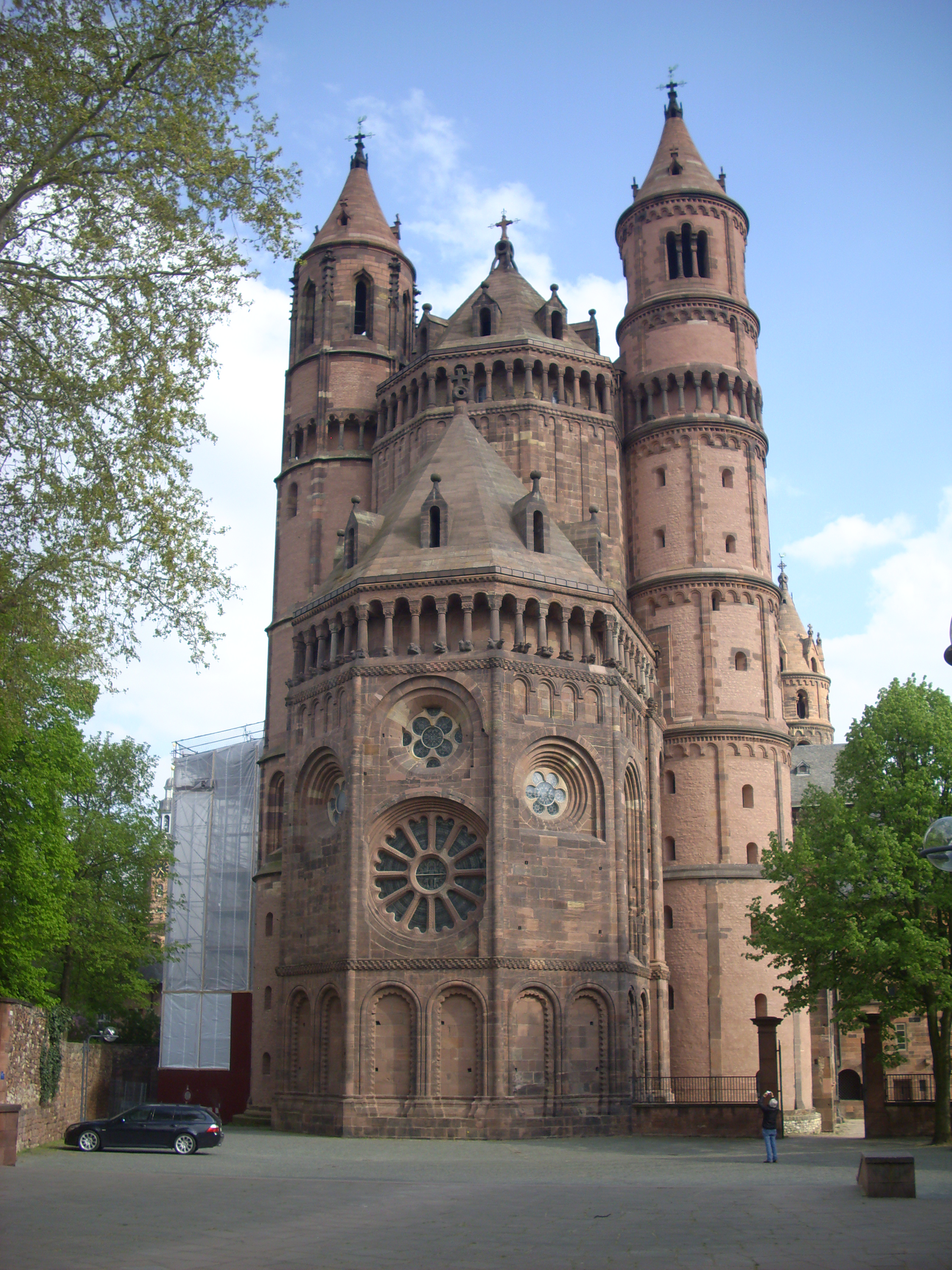
Esterno dell'abside occidentale

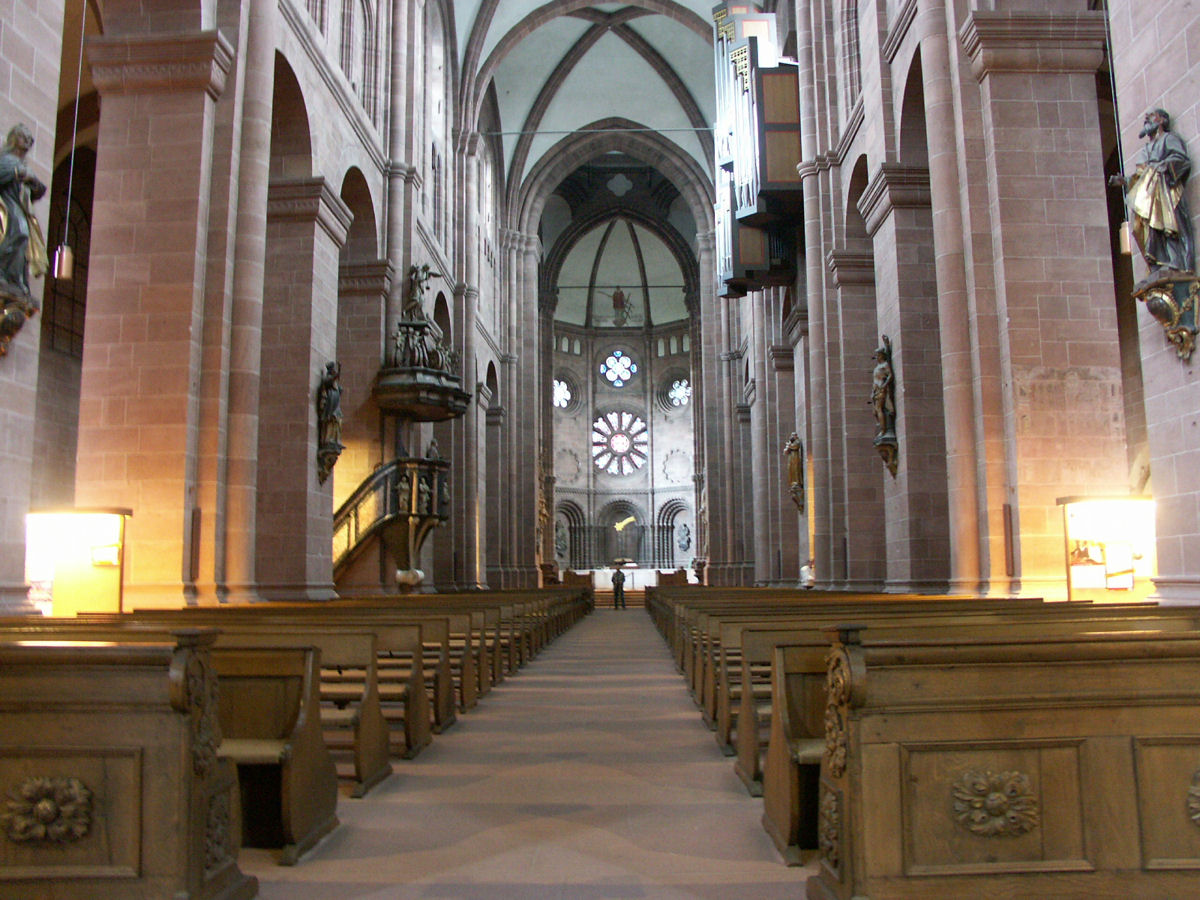
L'interno verso ovest.

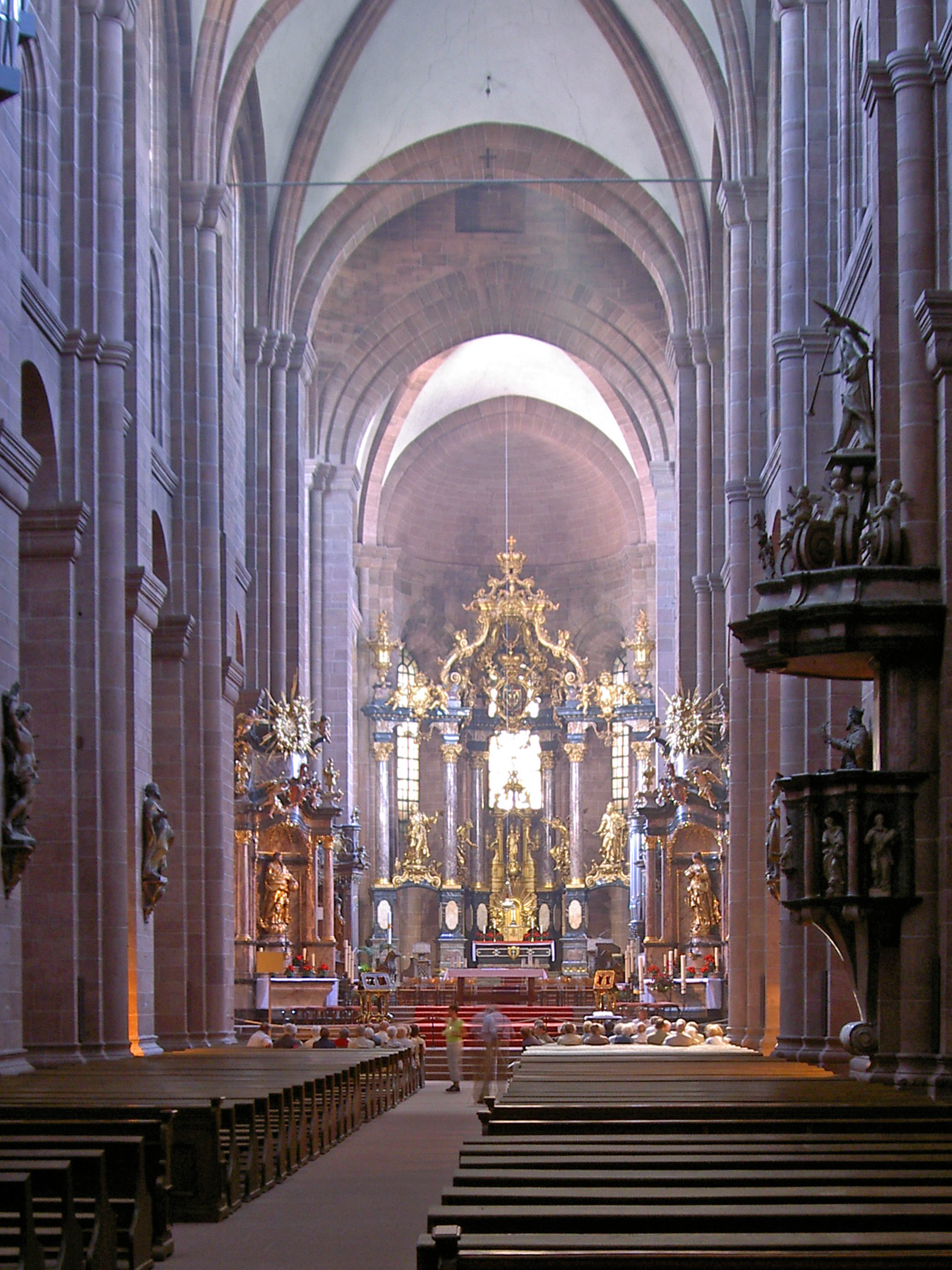
L'interno verso est.

La struttura è in pietra arenaria locale rossa. Le pareti non importanti per la tenuta statica sono in una specie di tufo dello stesso colore, ma più leggero.
La torre sulla crociera è identica a Spira che fu costruita poco tempo prima.
Il portale nord porta, al di sopra, un'edicola con un bronzo di Federico Barbarossa, del 1181 e la scritta, medioevale, di una esenzione dalle tasse che questo imperatore fece ai cittadini di Worms nel 1184.
Il complesso dell'abside occidentale con le torri angolari che la sovrastano è la più famosa e bella realizzazione del periodo romanico germanico. Stretta tra le due svettanti torri circolari dell'epoca della cattedrale di Burchard, la torre del coro si innalza al di sopra dell'abside verso il cielo. Essa ha un matroneo nano, al pari delle torri circolari, ed un tetto di pietra con finestre ad abbaino. Gli stessi motivi architettonici sono ripetuti nel coro che sta sotto e che gli fa da eco. Alla base delle colonnine figure umane ed animali. I capitelli sono fatti di foglie larghe avvolte, molto particolari, detti “Capitelli di Strasburgo” Anche se, alla luce della recente datazione, tale disegno potrebbe essere apparso per la prima volta a Worms.
Il portale gotico della cappella di San Nicola riporta il Santo protettore dei marinai e dei condannati a morte.
Il portale sud, gotico, ha una statuaria ricca di simbologia. La lunetta riporta la Santa Vergine.
All'esterno sei torri, quattro laterali scalari cilindriche e due sull'asse centrale, ottagonali, una sul lato occidentale e l'altra sulla crociera, lato est. La chiesa ha una doppia abside ai lati ovest ed est e cripta sul lato orientale.
Il colore rosso scuro della pietra e le finestre più piccole di quelle di Spira rendono l'interno poco luminoso e molto raccolto. Anche l'esterno è cupo e serioso a causa anche della formazione di concrezioni scure sulle superfici.
La torre della crociera prende luce sia dagli abbaini sulla volta ottagonale che da piccole finestre in corrispondenza del matroneo nano. Dal lato interno è identica alla cattedrale di Spira.
Le volte a vela della navata, alta 27 metri, sono costolonate. Una serie di archi ciechi o meglio finte finestre poco profonde separa la sommità degli archi della navata centrale dal cleristorio. I pilastri sono meno elaborati che a Spira. Quelli che non reggono le campate sono semplici. Gli altri hanno semicolonne e lesene poco accentuate che si raccordano a tre costoloni della volta. Un cornicione, anch'esso poco accentuato, è presente al di sopra degli archi della navata.
C'è un'asimmetria tra il lato nord e quello sud. Nel primo, le larghe lesene dei pilastri non portanti la volta si interrompono, scendendo dal cleristorio, all'altezza del cornicione sotto gli archi ciechi, mentre nel lato sud le lesene proseguono fino a congiungersi al cornicione dell'attaccatura del pilastro agli archi della navata. Differenze si notano anche lungo lo stesso lato della navata. Sono sempre diversi sia i fasci dei pilastri portanti, con larghe lesene e semicolonne, messi in modo differente ogni volta. Ma ci sono differenze anche negli archi ciechi sotto il cleristorio. Tutto questo non è frutto di ripensamenti ma dell'intenzione di non creare un effetto di ripetitività lungo la navata o forse anche per ridurre le riverberazioni acustiche. Capitelli discreti sono all'attaccatura dei costoloni della volta. Anche l'attacco degli archi della navata presenta una sagomatura. Finestroni allungati, con vetrate molto colorate, molte recenti, sono sulle pareti esterne delle navate laterali. 
Le torri scalarie sono rotonde ma con ricami differenti. I matronei nani con colonnine ed archetti, merlature a varie altezze e cornici sagomate adornano le superfici esterne del corpo longitudinale e delle torri, secondo lo stile più ricco ed articolato del tardo Romanico. Lesene e merlature di pietra più scura accentuano e sottolineano i motivi ornamentali dell'esterno.
La cattedrale di Worms è anche caratterizzata dalla presenza di rappresentazioni di mostri in pietra.

### Organi a canne
L'organo a canne principale della basilica si trova su cantoria nella sezione superiore della parete di sinistra della seconda campata della navata centrale; venne costruito dalla ditta Klais nel 1985 (opus 1623) ed è a trasmissione mista (meccanica per i manuali e la pedaliera ed elettrica per i registri), con 34 registri. La sua consolle dispone di tre tastiere di 58 note ciascuna ed una pedaliera di 30.
Nel coro si trova un secondo strumento, realizzato nel 1996 dalla ditta Oberlinger con la collaborazione di Daniel Roth. Ispirato agli organi di Aristide Cavaillé-Coll, è racchiuso all'interno di una cassa lignea neoclassica ornata con intagli e rilievi; è a trasmissione integralmente meccanica, ed ha 18 registri su due manuali e pedale.
Un ulteriore organo a canne si trova sulla cantoria della cappella di San Nicola; opera di Erich Breitmann, risale agli anni 1970 ed ha 11 registri su due tastiere e pedaliera, e sistema di trasmissione elettrico.

## Galleria d'immagini

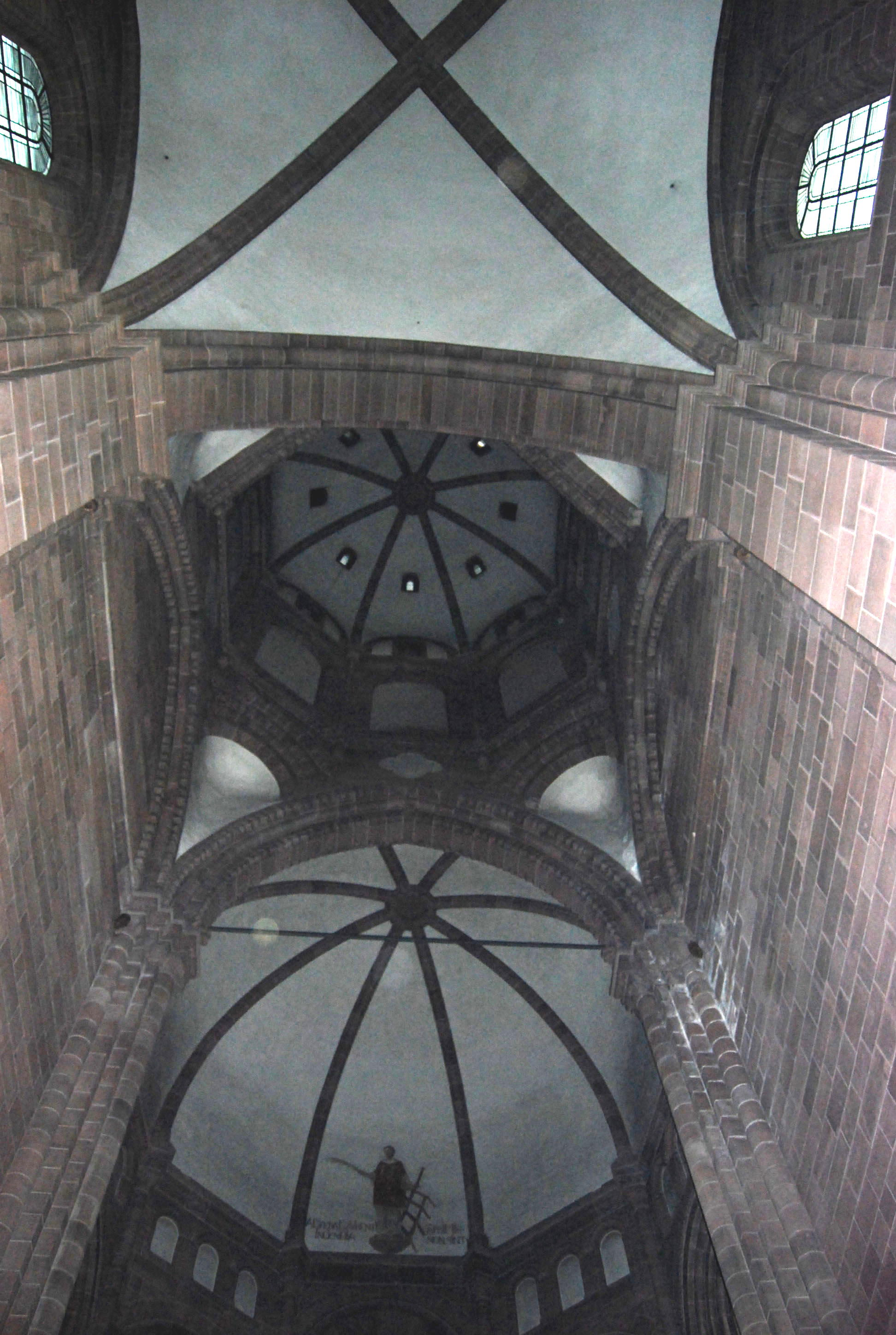
Nicchie di raccordo dalla crociera alla torre
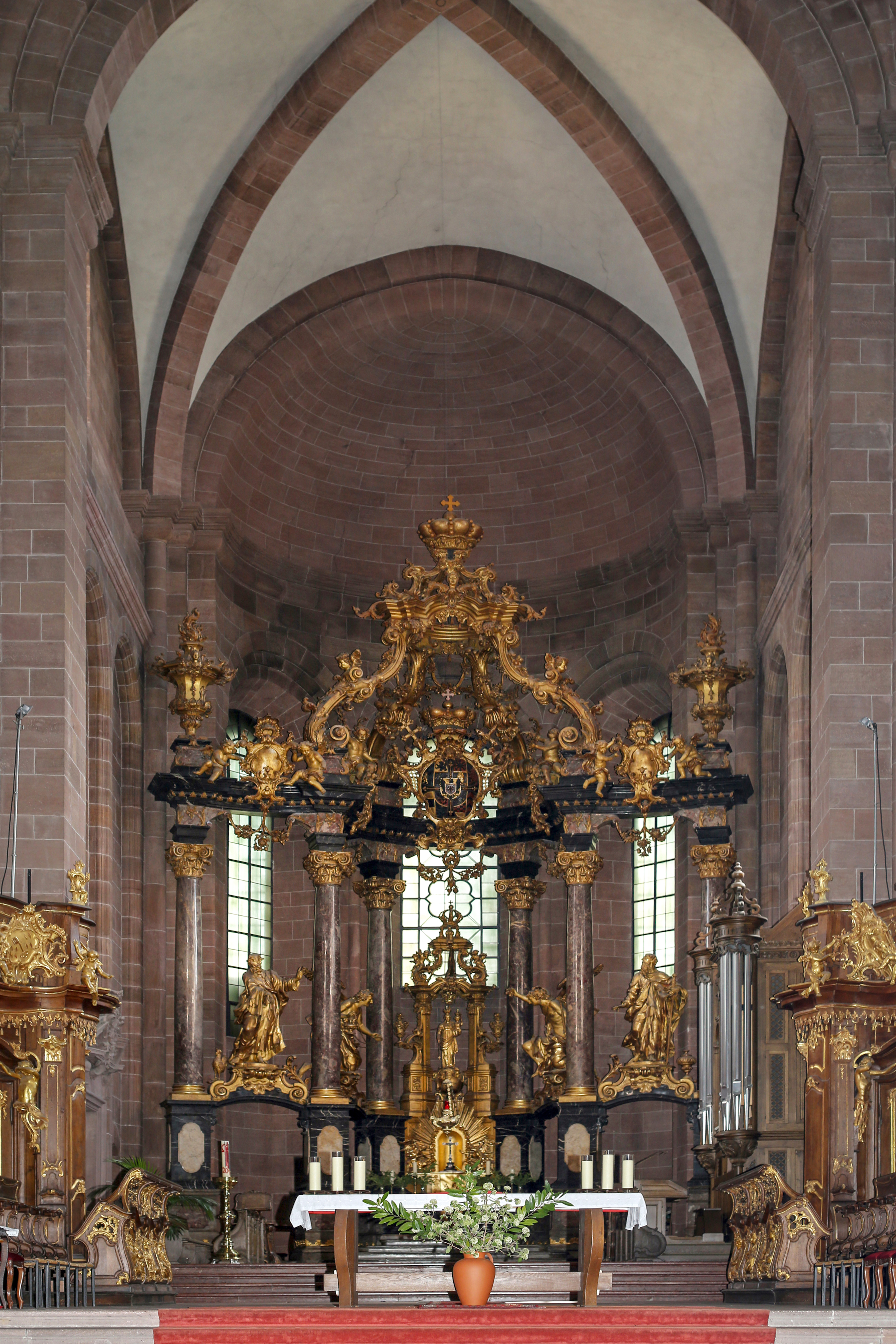
Interno dell'abside orientale
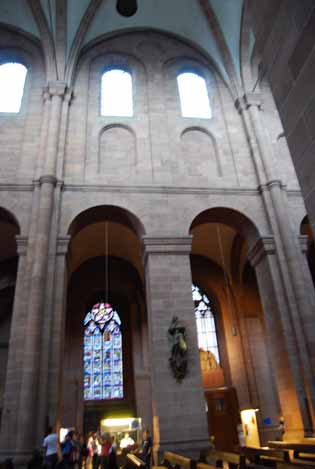
Campate con sistema obbligato o alternato
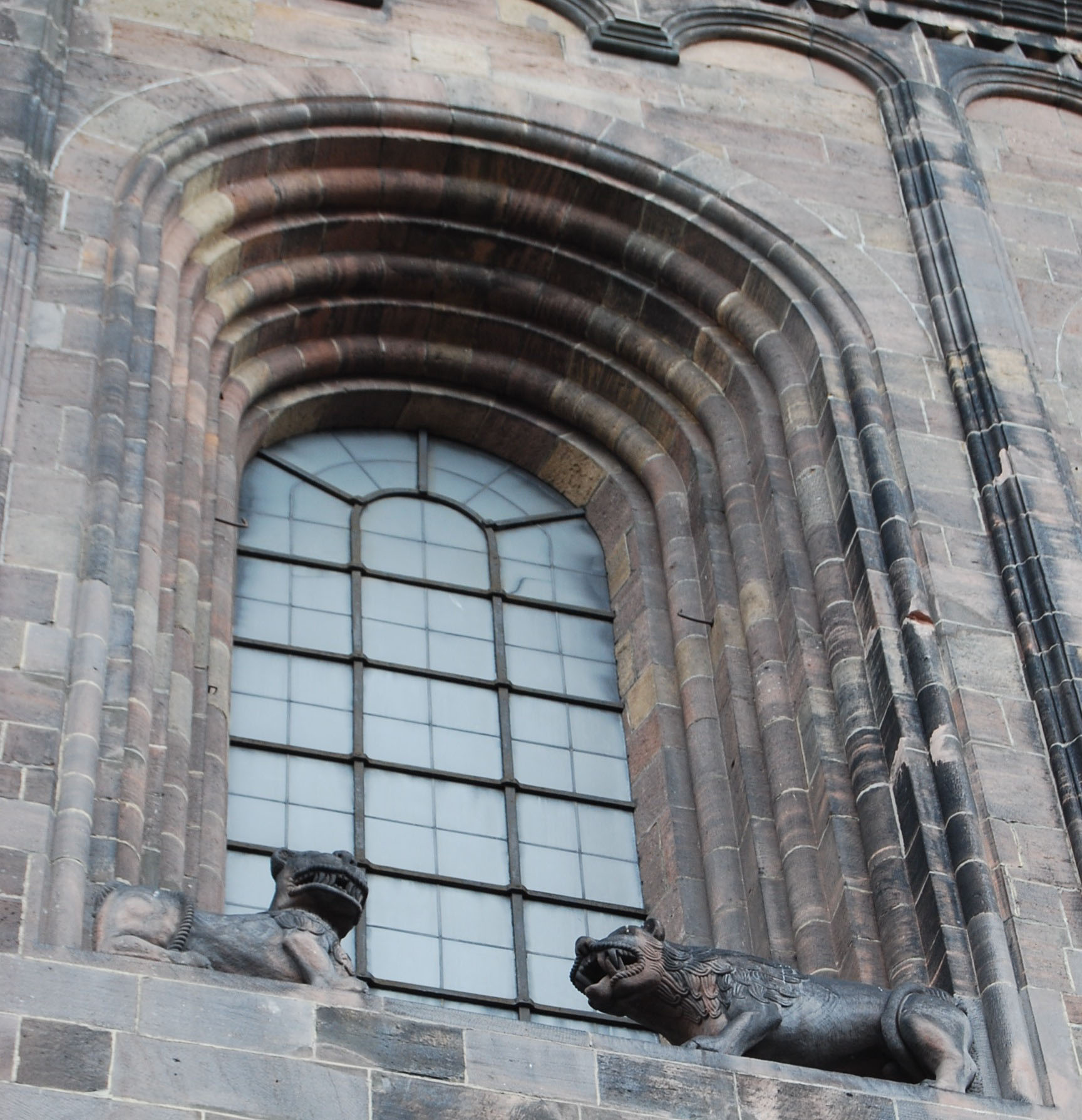
Figure animali
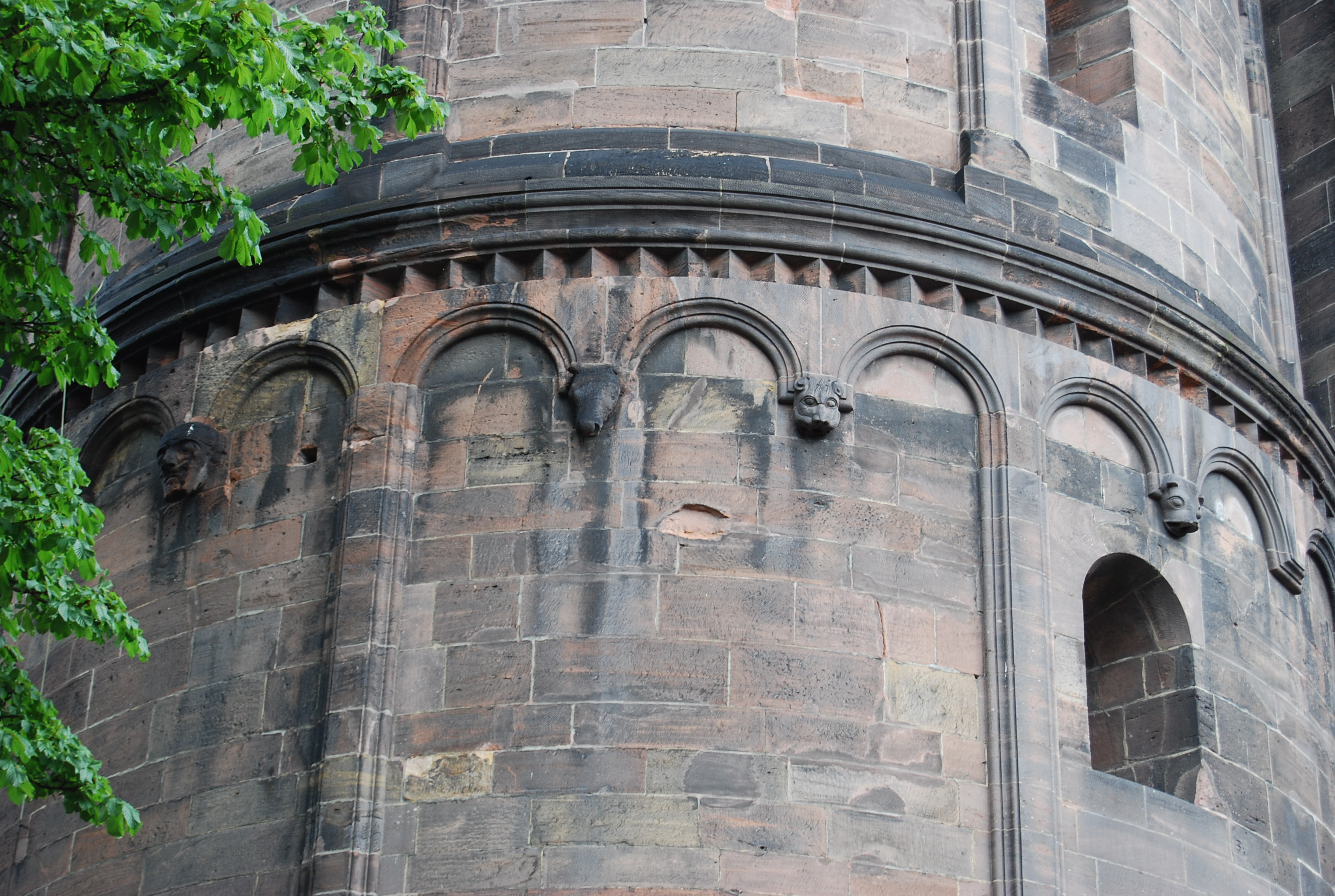
Archetti ciechi su peducci con figure animali